# ГЕС Саку
ГЕС Саку (佐久発電所) – гідроелектростанція в Японії на острові Хонсю. Знаходячись між ГЕС Івамото (29,6 МВт, вище по течії) та малою ГЕС Кото (3,4 МВт), входить до складу каскаду на річці Тоне, яка на своєму шляху до Тихого океану протікає по північній околиці Токійської агломерації.

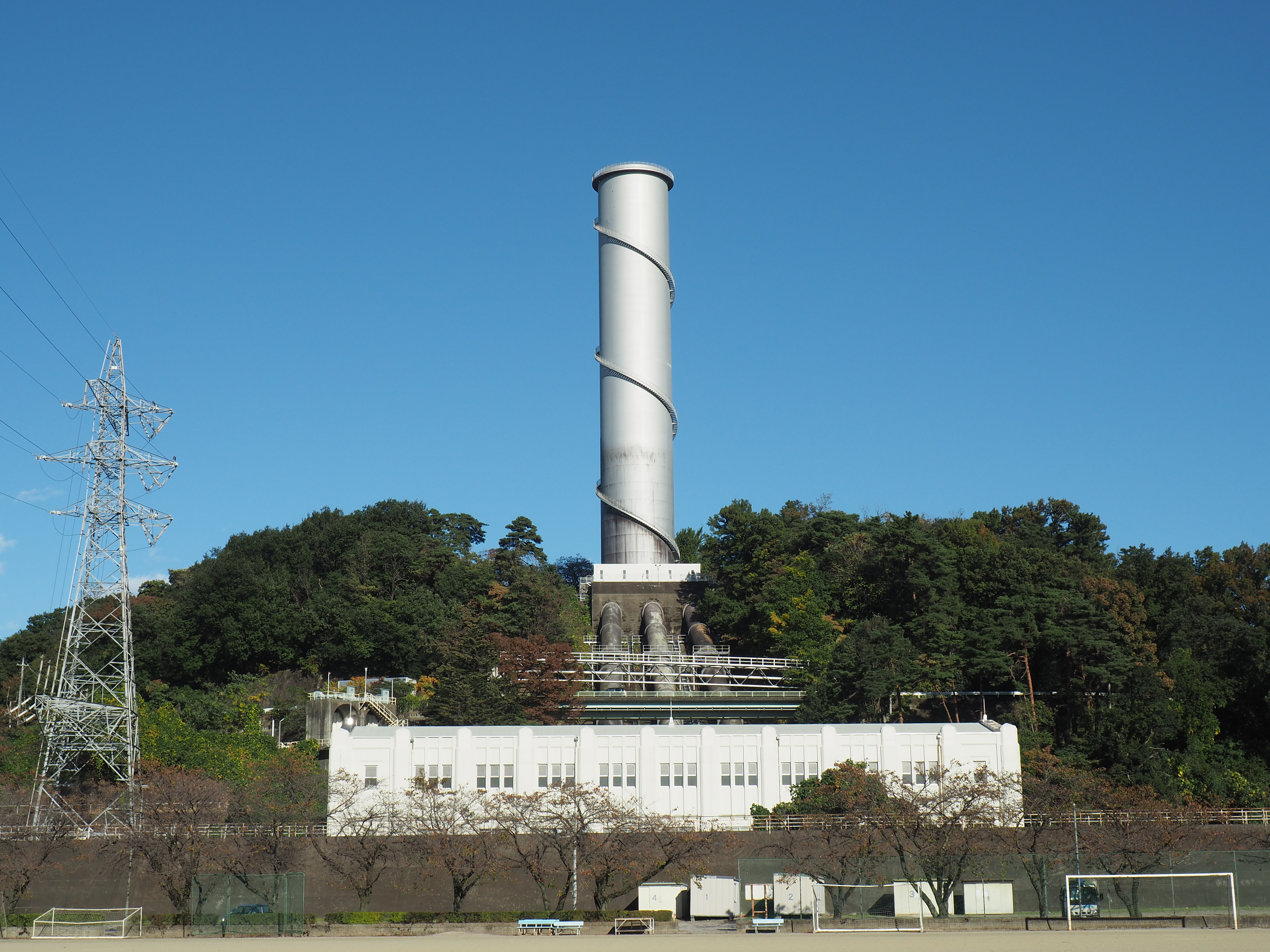
Машинний зал та вирівнювальний резервуар станції

В межах проекту Тоне перекрили бетонною гравітаційною греблею Аяде висотою 14 метрів, довжиною 119 метрів та шириною по основі 20 метрів, яка потребувала 18 тис м3 матеріалу. Вона спрямовує ресурс до прокладеного по лівобережжю дериваційного тунелю довжиною 11,7 км з перетином 5,6х5,6 метра, котрий на своєму шляху підхоплює воду із річки Нумао (ліва притока Тоне) та завершується у накопичувальному резервуарі Макабе. Останній створили за допомогою бетонної гравітаційної греблі висотою 26 метрів та довжиною 536 метрів, яка потребувала 57 тис м3 матеріалу. Вона утримує водойму з площею поверхні 0,13 км2 і об’ємом 1,1 млн м3 (корисний об’єм 0,7 млн м3), в якій припустиме коливання рівня між позначками 266 та 271 метр НРМ. 
Зі сховища Макабе ресурс по напірному водоводу довжиною 1,3 км зі спадаючим діаметром від 4,6 до 4,3 метра подається у напрямку машинного залу, розташованого майже на березі Тоне. Після вирівнювального резервуару баштового типу висотою 75 метрів з діаметром 13 метрів водовід розгалужується на три короткі – по 0,14 км – секції з діаметрами від 3 до 2,9 метра. Вони живлять три турбіни типу Френсіс загальною потужністю 70 МВт, які використовують напір у 117 метрів.
Крім того, станція має одну турбіну типу Каплан потужністю 6,8 МВт, котра розрахована на напір у 24 метра та живиться за рахунок окремої дериваційної системи. Остання починається від малої ГЕС Шібукава 6,8 МВт, розташованої на правій притоки Тоне річці Агатсумагава. Відпрацьована нею вода, а також захоплений із Агатсумагави додатковий ресурс, подається по трасі довжиною біля 3,5 км, котра на своєму шляху перетинає Тоне.
Зі станції Саку вода транспортується по відвідному тунелю довжиною 1 км з перетином 6,6х6,6 метра. Далі вона може скидатись у річку, або спрямовуватись до іригаційної системи, на якій і працює згадана вище мала ГЕС Кото.
ГЕС Саку розрахована на виробництво 400 млн кВт-год електроенергії на рік.